# Lemaire-Kanal
Der Lemaire-Kanal ist eine Meerenge in der Antarktis zwischen der Antarktischen Halbinsel und der vorgelagerten, acht Kilometer langen Booth-Insel. 
Die Meerenge wurde im Jahr 1873 vom deutschen Kapitän Eduard Dallmann entdeckt. Benannt wurde der Lemaire-Kanal 1898 während der Belgica-Expedition von Adrien de Gerlache nach Charles François Alexandre Lemaire (1863–1925), einem belgischen Afrikaforscher und Distrikt-Kommissar in Belgisch-Kongo. 
Die Länge des Kanals beträgt circa sechs Kilometer, an der schmalsten Stelle ist er 720 Meter breit. Die umgebenden Berge erheben sich bis auf 1.000 Meter Höhe. Am nördlichen Eingang des Kanals befindet sich der Doppelgipfel von Kap Renard. Der Berg führt seit 2008 auch offiziell den Namen „Una Peaks“, nachdem er schon seit etwa 1955 die inoffizielle Bezeichnung „Una's Tits (Unas Brüste)“ in Erinnerung an Una Spivey, eine Betreuerin des Personals des Falkland Islands Dependencies Survey (FIDS) mit Sitz auf den Falklandinseln in den 1940er Jahren (heute: British Antarctic Survey) trägt.

## Fauna
zur Fauna des Lemaire-Kanals zählen Adeliepinguin, Stundenglasdelfin, Buckelwal, Orcawal, Goldschopfpinguine, Südlicher Zwergwal und der Krabbenfresser, eine Robbe, die sich vor allem von Krill ernährt.

## Tourismus
Die Schiffspassage durch den Kanal zur oder von der Petermann-Insel gilt als einer der Höhepunkte einer Antarktisreise mit einem Kreuzfahrtschiff. Der Lemaire-Kanal wird wegen der Vielfalt an Fotomotiven auch als „Kodak Gap“ bezeichnet. Die geschützten Gewässer des Kanals bilden einen großen Kontrast zum stürmischen Südpolarmeer. Die Gletscher und Klippen spiegeln sich in den stillen Wasserflächen am südlichen Ende des Kanals. Wenn Eisberge die Weiterfahrt nach Süden blockieren, sind die Kreuzfahrtschiffe gezwungen umzukehren und die Booth-Insel zu umrunden, um die Petermann-Insel zu erreichen.

## Bilder

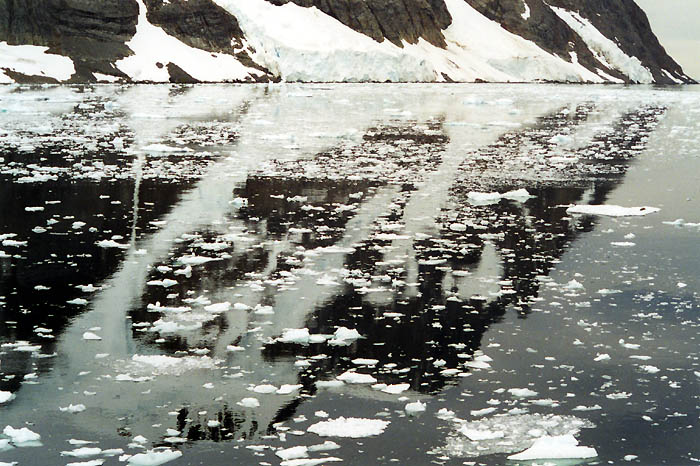
Wasserspiegelung im Lemaire-Kanal
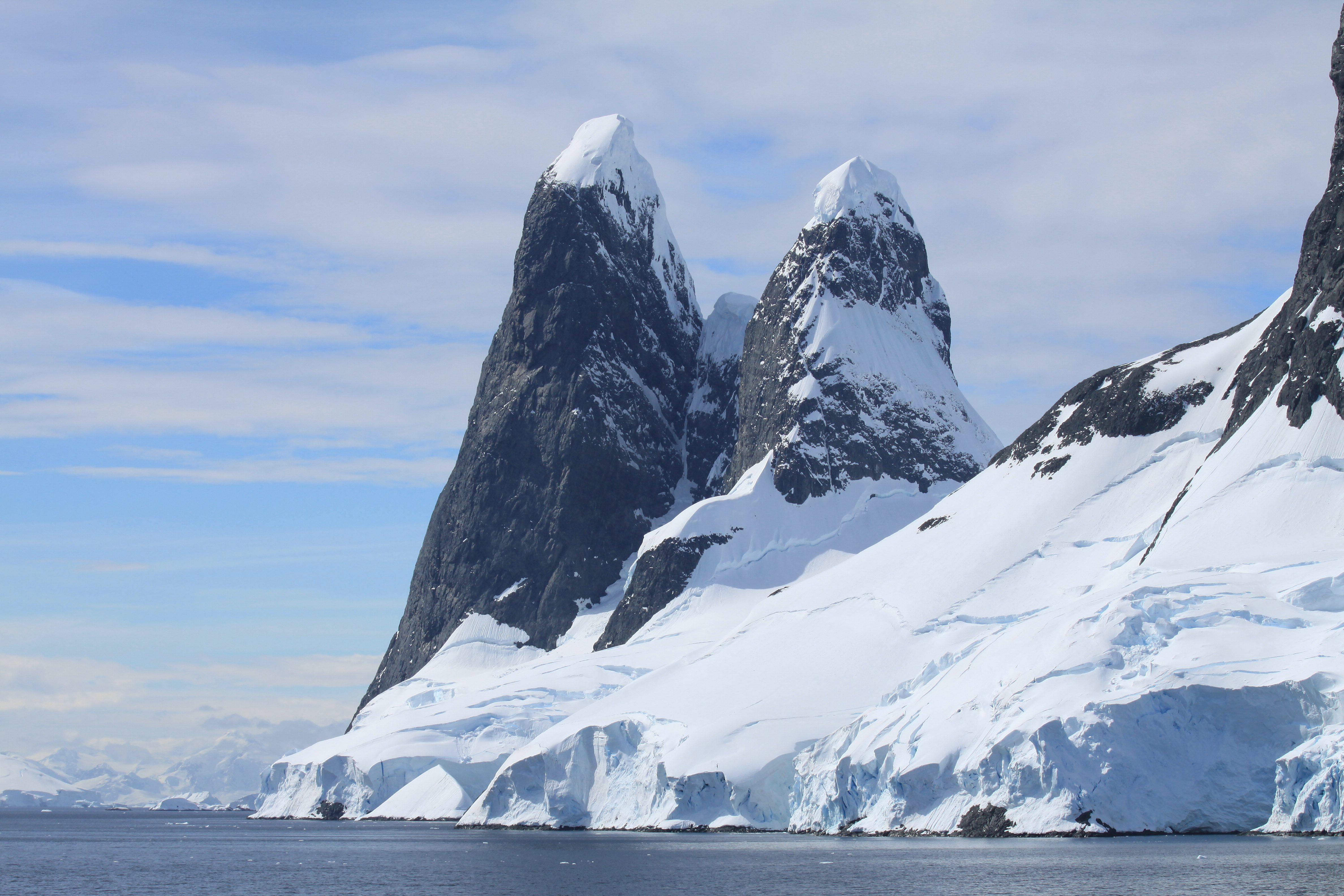
Una’s Tits, Doppelgipfel am Kap Renard, auch Cape Renard Towers
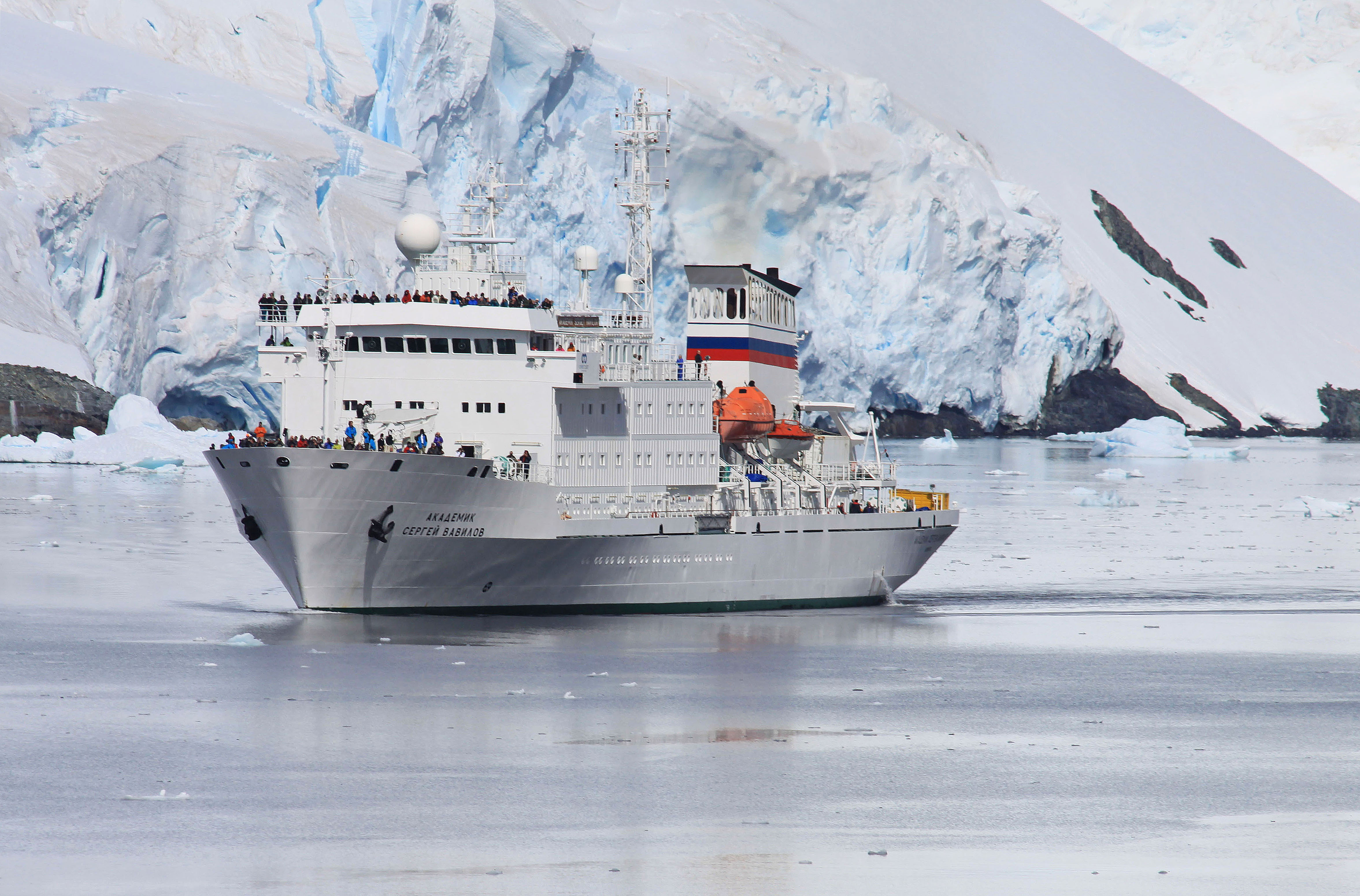
Russisches Kreuzfahrtschiff "Akademik Sergei Wawilow" im Lemaire-Kanal